# AFC Paderborn Dolphins
Der AFC Paderborn Dolphins e. V. ist ein deutscher Sportverein für American Football und Cheerleading aus der ostwestfälischen Stadt Paderborn in Nordrhein-Westfalen. Der Verein wurde im Jahr 1991 gegründet und ist seit 1992 eingetragener Verein. Der Verein hat etwa 320 Mitglieder. In den Jahren 2004, 2005, 2008, 2014 und 2021 gelang dem Team die „Perfect Season“, also ungeschlagene Saisons.
Die Heimspiele finden während der Football-Saison von April bis September im Hermann-Löns-Stadion im Stadtteil Schloß Neuhaus statt. Durchschnittlich sehen 800 bis 1000 Zuschauer die Spiele. Das Relegationsspiel 2014 zur 2. Bundesliga der German Football League sahen 1800 Zuschauer.

## Mannschaften/Teams

### Herrenmannschaft
Die Herrenmannschaft der Dolphins spielt in der ersten Liga, der GFL. Ein Kader von 60 Spielern mit einer zehnköpfigen Betreuer- und Coaching-Staff kümmern sich um den Spielbetrieb des Herren-Teams. Headcoach der Dolphins ist Jason Irmscher.

### Jugendmannschaften
Drei Jugend-Teams mit mehr als 150 aktiven Spielern laufen im Trikot der Dolphins jede Saison auf. Dabei ist das Team in den Ligen U19, U16 und U13 vertreten. Die U19 spielt im Jahr 2016 erstmals in der Bundesliga, der GFLJ. Die U16 spielt im 11er Tackle der diesjährigen höchsten Spielklasse dieser Altersgruppe. Die U13 spielt weiterhin im 5er Tackle und versucht auf die Erfolge aus dem letzten Jahr aufzubauen und sich in der Spitze zu etablieren. Die Jugendabteilung der Dolphins gehört zu den größten Nachwuchsabteilungen im American Football. Regelmäßig nehmen Spieler der Dolphins an Auswahlen wie der GreenMachine teil.

### Cheerleader
Die Cheerleader der Dolphins sind die „Dolphinets“. In den letzten Jahren erlebten die Dolphinets regen Zulauf, sowohl bei den Juniors – also den jungen Damen ab zwölf Jahren – als auch bei den Peewees – Kinder ab 6 Jahren. Als selbstständiger Wettkampfsport mit Meisterschaften auf nationaler und internationaler Bühne wird Cheerleading für organisierte Squads in Paderborn betrieben. Die Cheerleader der Dolphins sind nicht nur während der Meisterschaftsspiele der Teams aktiv, sondern treten bei befreundeten Vereinen und Gruppen bei Wettkämpfen und Veranstaltungen auf.

## Geschichte
| Ewige GFL Bilanz | Ewige GFL Bilanz | Ewige GFL Bilanz | Ewige GFL Bilanz | Ewige GFL Bilanz | Ewige GFL Bilanz | Ewige GFL Bilanz | Ewige GFL Bilanz | Ewige GFL Bilanz | Ewige GFL Bilanz | Ewige GFL Bilanz | Ewige GFL Bilanz |
| Jahr             | Gesamt           | Gesamt           | Gesamt           | Heim             | Heim             | Heim             | Ausw.            | Ausw.            | Ausw.            | TD-Verhältnis    |                  |
| Jahr             | S                | N                | U                | S                | N                | U                | S                | N                | U                | TD-Verhältnis    |                  |
| ---------------- | ---------------- | ---------------- | ---------------- | ---------------- | ---------------- | ---------------- | ---------------- | ---------------- | ---------------- | ---------------- | ---------------- |
| 1998             | 1                | 11               | 0                | 1                | 5                | 0                | 0                | 6                | 0                | 166:518          |                  |
| 1999             | 0                | 12               | 0                | 0                | 6                | 0                | 0                | 6                | 0                | 0:240            |                  |
| 2023             | 3                | 9                | —                | 2                | 4                | —                | 1                | 5                | —                | 184:432          |                  |
| 2024             | 5                | 7                | —                | 4                | 2                | —                | 1                | 5                | —                | 188:355          |                  |
| Gesamt           | 4                | 32               | 0                | 3                | 15               | 0                | 1                | 17               | 0                | 350:1190         |                  |

### 1991
Die Paderborner American Football Geschichte startete im Jahr 1991 an der Universität Paderborn. Nach dem Vorbild des amerikanischen Colleges sollte auch in Paderborn American Football zu einer festen Institution werden. Daher wurde noch im selben Jahr beschlossen, zusätzlich zum Universität Team eine selbständige Mannschaft aufzubauen. Gestartet wurde als Unterabteilung des Leichtathletikclub Paderborn. Mit Kim Mosby stieß dann ein erfahrener Spieler hinzu, der in den nächsten Jahren als Spieler und Trainer die sportlichen Geschicke der Dolphins leiten sollte. Aufgrund seines Vorschlages wurde auch der Name Dolphins für die Mannschaft angenommen. Im ersten Vereinsjahr wurden fünf Freundschaftsspiele ausgetragen, von denen drei Spiele gewonnen werden konnten.

### 1992
Die Dolphins gründeten einen eigenständigen Verein, der am 11. Januar 1992 gegründet wurde. Der Spielbetrieb fand im Rahmen der Verbandsliga NRW statt. Des Weiteren formierte sich die erste Cheerleader Gruppe der Dolphins. 
Die Ligateilnahme wurde mit dem fünften Tabellenplatz, nach vier Siegen in 10 Spielen abgeschlossen und man erreichte die zweite Runde im NRW-Pokal.

### 1994
Durch den 1. Platz 1993 in der Verbandsliga folgte 1994 die Teilnahme an der Regionalliga. Den Vorstand verließ André Hölscher, dafür übernahm Uta Blanke wieder das Amt des Geschäftsführers und Klaus Hecker trat dem Vorstand als Kassenwart bei. Im Coaching Bereich kam Steve McKnight hinzu, Alfred P. Dearbone hingegen verließ den Verein.
Bei den Cheerleadern gab es einen kompletten Neuaufbau. Neun Mädchen im Alter zwischen 12 und 19 Jahren bildeten die Dolphettes.
Im NRW-Pokal erreichte die Mannschaft das Halbfinale. Dort schied man gegen die Troisdorf Jets (2. Bundesliga) mit 12:30 aus.
Im letzten Spiel der Saison wurden die Bonn Gamecocks Sekunden vor Spielende mit 19:17 geschlagen und die Dolphins waren dadurch wieder Ligameister. Durch den Gewinn der Regionalligasaison erhielt die Mannschaft die Gelegenheit, in einem Relegationsspiel gegen die Remscheid Bergisch Löwen um den Einzug in die neu gestaltete 2. Bundesliga zu spielen. Dieses Spiel konnten die Remscheider aufgrund ihrer größeren Erfahrung und Routine allerdings deutlich gewinnen.

### 1995
Bedingt durch eine Ligareform traten die Paderborn Dolphins, trotz des Meistertitels des Vorjahres, wieder in der Regionalliga an. Geführt durch die Trainer Kim Mosby, Steve McKnight und Nick Stoupides gelang es, erneut die Meisterschaft der Regionalliga an die Pader zu holen. Dabei wurden 11 von 12 Ligaspielen gewonnen. Zum Saisonabschluss sicherte sich die Mannschaft ungeschlagen den Titel beim Salt City Bowl in Schwäbisch Hall. Erstmals nahm in diesem Jahr auch die Jugendmannschaft am Ligabetrieb teil. Trainer der Mannschaft war damals Matthias Filusch. Von acht Spielen wurde allerdings nur 1 Spiel gewonnen.
Die Cheerleader erreichten bei ihrer Teilnahme an den NRW-Meisterschaften einen 6. Platz. Trainiert wurden sie weiterhin von Mirja Schmidt.

### 1996
Das erste Jahr in der 2. Bundesliga: Der Trainerstab wurde erweitert und bestand aus Kim Mosby, Steve McKnight, Nick Stoupides und Olaf Westermann. Bekanntester Neuzugang in diesem Jahr und Publikumsliebling für die nächsten Jahre war John Sikora (Defense Line). Weitere Neuzugänge kamen aus Bielefeld und Kassel. Zwei Vorbereitungsspiele gegen die Bundesligisten Braunschweig Lions und Düsseldorf Panther dienten zur Standortbestimmung. Während das Spiel gegen die Panther mit 14:30 recht gut verlief, verlor man gegen die Lions mit 8:56 deutlich. Von zwölf Ligaspielen konnten nur drei gewonnen werden, dazu kam ein Unentschieden. Beim Salt City Bowl setzte sich die schlechte Saisonleistung fort und diesmal sprang nur der letzte Platz heraus. Zum Saisonende erfolgte die Trennung zwischen dem Verein und dem langjährigen Trainer Kim Mosby.
Als weiterer Ausbau des Footballprogramms nahm die Frauenmannschaft, die Paderborn Lady Dolphins, als Spielgemeinschaft mit den Mülheim Shamrocks am Ligabetrieb der Damenbundesliga Nord teil. Trainiert wurden die Lady Dolphins von Charalabos Koutroulis und Hendrik Metzger. Die Mannschaft erreichte die Play-offs und musste sich dort im Viertelfinale dem Südmeister (Nürnberg Hurricanes) geschlagen geben.

### 1997
Im zweiten Jahr der 2. Bundesliga fanden die Paderborn Dolphins einen großen Sponsor, der es der Mannschaft ermöglichte den Trainer- und Spielerbereich zu verstärken. Mit Joel Soeldinger (Defense Coordinator) und Mike Sullivan (Offense Coordinator) stießen zwei erfahrene Amerikaner zur Mannschaft. Unterstützt wurden sie durch Olaf Westermann (Defense Backs) und Steve McKnight (Special Teams). Mit Bilal Khalil und John Sikora kamen bewährte Kräfte zum Team. Mit der Verpflichtung von Brad Strohm spielte einer der besten US-Quarterback für Paderborn. Hinzu kamen noch zahlreiche Spieler aus Bielefeld, Kassel und Münster.
Die Saison umfasste zwölf Spiele, von denen zehn gewonnen wurden und eines Unentschieden endete. Damit konnte knapp vor den Berlin Rebels ein weiterer Titelgewinn gefeiert werden und die Paderborn Dolphins erreichten die Relegation zur 1. Bundesliga.
Dort traten die Paderborn Dolphins gegen die Berlin Adler an. Während das Spiel in Berlin mit 28:21 verloren wurde, konnte das Rückspiel, vor mehr als 3.500 Zuschauern im Hermann-Löns-Stadion, mit 40:21 gewonnen werden. Damit war der Aufstieg in die 1. Bundesliga geschafft. Gewürdigt wurde diese Leistung mit dem Titel „Mannschaft des Jahres“ in Paderborn.
Die Frauenmannschaft trat nicht mehr als Spielgemeinschaft an. Der Kader war dazu zu klein geworden. Daher nahmen einige Spielerinnen das Angebot der Hannover Ambassadors an und spielten in diesem Jahr dort. Der Mannschaft gelang es dabei bis in das Endspiel (Ladies Bowl) vorzustoßen. Dieses wurde dann allerdings gegen den amtierenden Deutschen Meister, die Berlin Adler Girls, verloren.
Auch der Kader der Cheerleader war in diesem Jahr stark geschrumpft, so dass ein Neuaufbau vollzogen wurde und Auftritte bei den Spielen der Dolphins erst einmal nicht möglich waren.

### 1998
Im ersten Jahr der Erstligazugehörigkeit konnten die Coaches Sullivan und Soeldinger nicht gehalten werden und auch Brad Strohm verließ den Verein. Als Coaches wurden Samuel M. Moore (Headcoach), Sascha Bannura, Kirk Garbutt, Olaf Westermann, Steve McKnight und Matthias Filusch verpflichtet. Die herausragende Neuverpflichtung war u. a. der schwedische Widereceiver Pontus West und der US-amerikanische Linebacker Willie Lowery. Zum Ende der Saison kam wieder Brad Strohm zur Mannschaft, um den nicht so erfolgreichen spielenden Quarterback Chad Vogt zu ersetzen.
Konnten die beiden Vorbereitungsspiele gegen Berlin Magic und Amsterdam Crusaders noch deutlich mit 43:0 und 50:0 gewonnen werden, zeigte sich im Liga-Betrieb recht schnell, dass die 1. Bundesliga die beste Liga Europas ist, in der man sich nicht so leicht behaupten kann. So wurde von den 12 Ligaspielen nur eines, gegen den späteren Südmeister Stuttgart Scorpions, gewonnen.
Der letzte Tabellenplatz bedeute zwei Spiele in der Relegation. Wie im Vorjahr gewannen die Paderborn Dolphins deutlich, diesmal mit 40:3, verloren aber das Auswärtsspiel (12:21). Insgesamt reichte es zum Klassenerhalt.
Der Damenmannschaft gelang es nicht mehr, genug Spielerinnen zu rekrutieren, so dass das Kapitel Frauenfootball in Paderborn damit beendet wurde.

### 1999
Neuer Headcoach wurde Cevin Conrad und die Posten des 1. und 2. Vorsitzenden wurden mit Andreas Forell und Claudia Lübbert neu besetzt. In dieser Saison sprang der Hauptsponsor ab. Anschließend verloren die Paderborn Dolphins das Recht sich Dolphins zu nennen und mussten als AFC Paderborn auflaufen. Am Ende reichte das Geld nicht mehr für den Spielbetrieb aus, so dass man sich vom Ligabetrieb abmelden musste.

### 2000
Nach dem Rückzug aus der GFL erfolgte der Zwangsabstieg in die Regionalliga. Viele neue, unerfahrene Spieler mussten dabei von den Coaches Marc Droste, unterstützt von Dirk Ruloffs (Defense), Robert Michna (Defense Backs) und Oliver Ilskens (Offense Line) in die Mannschaft integriert werden.
Von den 10 Ligaspielen konnten vier Spiele gewonnen werden und am Ende belegte die Mannschaft den vierten Tabellenplatz. Im Vorstand waren Volker Mersch (1. Vorsitzender), Hans-Jürgen Hüser (2. Vorsitzender), Klaus Hecker (Geschäftsführer) und Marc Droste (Kassenwart) aktiv.

### 2001
Zum zehnjährigen Vereinsjubiläum trat die Herrenmannschaft erneut in der Regionalliga an. Nachdem die neuen Spieler nun schon ein Jahr Spielpraxis hinter sich hatten, gelang gegenüber dem Vorjahr die Steigerung um einen Tabellenplatz. Die Mannschaft wurde Dritter in der Regionalliga.

### 2002
Die Saison 2002 brachte neue, starke Gegner wie z. B. die Düsseldorf Panther (2001 noch 3. der 1. Bundesliga) sowie die Bochum Cadets und die Troisdorf Jets (letztes Jahr noch in der 2. Bundesliga). Der Trainerstab um Headcoach Marc Droste bestand aus Jan Rieke, Olaf Westermann und Matthias Gehrke. Aufgrund der neuen Gegner war jedem klar, dass dies ein hartes Jahr werden würde. Wie hart sah man am Saisonende. Der Abstieg wurde mit dem 7. Platz gerade noch vermieden. Spielergebnisse wie 0:65, 7:72, 7:78 und 13:62 zeigten, dass die Mannschaft eigentlich keine Regionalligastärke mehr hatte.

### 2003
Nach einem harten Regionalligajahr und einigen Abgängen, die nicht ersetzt werden konnten, waren nicht mehr genügend Spieler für die neue Saison vorhanden. So wurde keine Herrenmannschaft für den Ligabetrieb gemeldet. Viele Spieler wechselten daraufhin zu anderen Vereinen, um weiterhin Spielpraxis zu bekommen und sich weiterzuentwickeln.

### 2004
In der nächsten Saison erfolgte für die Herrenmannschaft ein kompletter Neuanfang. Unter der neuen sportlichen Leitung mit Headcoach Dirk Ruloffs, Offense Coach Kofi Adomako und den Assistenten Matthias Gehrke und Marc Schüle startete die Mannschaft in der Verbandsliga. Das Team beendete die Saison mit einer bis dahin nie erreichten Perfect Season und stieg damit auch gleich in die Oberliga auf. Honoriert wurde dies von rund 1000 Zuschauern, die pro Heimspiel in das Inselbadstadion kamen.

### 2005
Die Oberliga wurde in zwei Gruppen zu je 5 Mannschaften aufgeteilt und die Saison bestand somit aus acht Spielen. Alle Spiele konnten gewonnen werden, wieder gelang der Mannschaft eine Perfect Season. In der Hälfte aller Spiele konnte die gegnerische Mannschaft keine Punkte erzielen. Um den Aufstieg perfekt zu machen, mussten noch zwei Relegationsspiele gegen den anderen Oberligameister, die Düsseldorf Bulldozer, gewonnen werden. Genau wie die Paderborner Mannschaft hatten die Bulldozer ihre Gruppe dominiert. Trotzdem gelang es den Paderborn Dolphins beide Spiele zu gewinnen und ungeschlagen in die Regionalliga aufzusteigen. Damit war die Mannschaft nun schon seit 16 Pflicht- und zwei Freundschaftsspielen ungeschlagen.

### 2006
2006 waren die Paderborn Dolphins wieder in der Regionalliga. Um dieser neuen Aufgabe gerecht zu werden, wurde der Trainerstab mit Jan Rieke, der aus gesundheitlichen Gründen nicht mehr Quarterback spielen konnte, verstärkt. Des Weiteren stießen sieben Leistungsträger aus der Jugend zu den Herren.
Im Vorstand schieden Volker Mersch und Florens Raschke aus und Markus Bruckmann wurde neuer 1. Vorsitzender sowie Jan Rieke neuer 2. Vorsitzender. Sportlich war die Saison ein voller Erfolg. Als Aufsteiger gelang es die Saison als Dritter, nur einen Punkt hinter den Bochum Cadets, abzuschließen.

### 2007
In dieser Saison erfolgte ein großer Umbruch in der Herrenmannschaft. 11 Abgängen standen 12 Neuzugänge gegenüber. Der Trainerstab blieb mit Dirk Ruloffs und Kofi Adomako sowie Matthias Gehrke, Marc Droste und Jan Rieke konstant gut besetzt.
Genau wie im Vorjahr gelang es der Mannschaft wieder drei andere Mannschaften hinter sich zu lassen. Dies reichte in diesem Jahr nicht zum 3. Platz, da diesmal sieben Mannschaften in der Liga vertreten waren und nicht sechs Mannschaften wie im Vorjahr. Es blieb am Ende der 4. Platz.

### 2008
Hätte jemand vor Saisonbeginn den Endstand vorausgesagt, wäre er wohl nicht ernst genommen worden. Wieder stand ein großer Aderlass bevor. 12 Spieler verließen die Herrenmannschaft, 9 stießen hinzu. Auch die Trainerriege blieb von Veränderungen nicht verschont. Matthias Gehrke übernahm den Posten des Offense Coordinator von Kofi Adomako und Marc Weggen (Offense Line) sowie Marcus Wilcke (Receiver) kamen als neue Trainer hinzu.
Das Ziel der Saison war einfach definiert, die Dolphins wollten besser abschneiden als im Vorjahr. Durch den Weggang des Quarterback Andreas Schäfer, des zweiten Quarterback Edgar Luttmann, unserer Runningbacks Ewald Leis und Hendrik Bleier sowie der Offense Line Spieler Marc Weggen und Andreas Feind sowie weiterer wichtiger Spieler sah es am Anfang nach einer schwierigen Aufgabe aus.
Unter der Führung des neuen Mannschaftsmitglieds, dem US-Quarterback Kevin McKenna, wurden jedoch alle drei Auswärtsspiele sowie die folgenden Heimspiele gewonnen. Nach 6 Spielen musste McKenna allerdings in seine Heimat zurückkehren. Die Mannschaft verstand es allerdings, die Gunst der Stunde zu nutzen und gewann die restlichen 4 Spiele ebenfalls. Damit konnte sie sich erstmals eine Perfect Season in der Regionalliga sichern. Als Meister der Regionalliga West traf man in der Relegation zum Aufstieg in die GFL2 auf die Hildesheim Invaders. Diese waren, ebenfalls ungeschlagen, Meister der Regionalliga Nord. Zwei ungeschlagene Meister trafen aufeinander. In zwei äußerst spannenden und knappen Spielen unterlagen die Paderborn Dolphins den Hildesheim Invaders und konnten damit nicht in die GFL2 aufsteigen.

### 2009
Nach dem erfolgreichen Abschneiden in der letzten Saison traten die Paderborn Dolphins in einer völlig veränderten Regionalliga NRW an. Mit den Troisdorf Jets, Recklinghausen Chargers und Mönchengladbach Mavericks hatten sich gleich 3 Mannschaften mit US-amerikanischen Spielern verstärkt und galten damit als Aufstiegskandidaten. Wie schon in den vergangenen üblich, gab es eine große Spielerfluktuation. 16 Spieler gingen, 13 Spieler kamen neu hinzu. Eine Erweiterung erfuhr der Trainerstab mit Matthias Tichy, der seine aktive Laufbahn als Spieler beendete und die Betreuung der Defense Backs übernahm.
Ein Testspiel gegen die Münster Mammuts konnte zu Beginn der Saison deutlich mit 46:06 gewonnen werden. Doch die nun folgenden Spiele zeigten schnell, dass die Mannschaften in diesem Jahr stärker waren als noch im Vorjahr. Es gelang nur ein Sieg, die restlichen neun Spiele wurden alle verloren. Das Schlüsselspiel war die Partie gegen den ungeschlagenen Tabellenführer, die Mavericks, in Mönchengladbach. Gleich drei Leistungsträger (Quarterback Thomas Petersen, Runningback Daniel Greitens und Linebacker Sebastian Heßler) schieden verletzt aus.
Am Ende der Saison landete man mit einer Bilanz von 02:18 Punkten auf dem vorletzten Tabellenplatz. Nach der Saison erklärten Dirk Ruloffs, Marc Droste und Marc Weggen ihren Rücktritt als Coaches der Dolphins und mit Benjamin Jelassi wurde ein langjähriger Leistungsträger verabschiedet.

### 2010
Mit Matthias Gehrke als neuem Headcoach und weiteren 6 Trainern wurde die Saison 2010 in Angriff genommen. Der Kader schrumpfte dabei erheblich, da 17 Abgängen nur 8 Neuzugänge (3 Spieler aus der eigenen Jugend, 3 Neuanfänger und 2 Spieler aus Hamm) gegenüberstanden. Sechs Mannschaften befanden sich in der Liga, zehn Spiele waren zu absolvieren. Sieben Mal ging die Mannschaft als Verlierer vom Platz und fand sich zum Saisonende auf dem vorletzten Tabellenplatz wieder.

### 2011
Die Vorbereitung auf die neue Saison begann vielversprechend, nur sechs Spieler verließen die Mannschaft, aber 18 Spieler vergrößerten den Kader. Darunter waren mit Matthew Jackson, James Roe und Sebastian Matei auch drei US-Amerikaner sowie 7 Spieler der Kassel Titans. Der Posten des Headcoach wurde ebenfalls neu besetzt, da Matthias Gehrke seine Tätigkeit nach Ende der Saison 2010 beendete. Mit Dick Bergstrom wurde ein neuer HC aus den USA verpflichtet.
Als weitere Coaches standen ihm in der Offense Daniel Greitens und Matthias Filusch und in der Defense Matthias Tichy, Andreas Gotzhein und David Schmidtmann zur Seite. Als Saisonvorbereitung wurden zwei Testspiele durchgeführt, die beide gewonnen wurden. Mit viel Selbstvertrauen ging die Mannschaft dann auch in die neue Saison und konnte sich am Ende leistungsgerecht vom 5. Platz des Vorjahres auf den 3. Platz hocharbeiten. Einzig die Mannschaften aus Bonn und Bielefeld erwiesen sich als stärker als die Dolphins und belegten die Plätze 1 und 2 der Regionalliga NRW 2011. Insgesamt konnten 7 von 12 Spielen gewonnen werden und auch das TD-Verhältnis war mit 388:258 wieder positiv.
Zum Abschluss der Saison konnte der Verein noch sein 20-jähriges Bestehen feiern.

### 2012
Headcoach Dick Bergstrom kam nicht zurück; er wechselte als Offense Coordinator in die GFL2. Für ihn wurde der William Miller als Headcoach und Defense-Coordinator sowie als Spielertrainer Evan Gehlert (Offense Coordinator und Quarterback) sowie Eric Tilson (Offense Line Coach und Center) verpflichtet. Als weitere Offense Assistants waren weiterhin Daniel Greitens und Matthias Filusch tätig. In der Defense wurde William Miller durch die Assistants Thomas Petersen und Rückkehrer Matthias Gehrke unterstützt.
Darius Voehringer, wechselte in die GFL1. Aus Osnabrück kamen einige ehemalige Dolphins-Spieler zurück, auch aus Kassel wechselten noch einige Spieler an die Pader und aus der U19 rückten einige Spieler in die Herrenmannschaft auf. Nach einem Sieg gegen Aachen wurden die nächsten vier Spiele verloren und die Mannschaft stand im Abstiegskampf. In der zweiten Saisonhälfte konnten jedoch vier weitere Spiele gewonnen werden. Dadurch schaffte das Team eine ausgeglichene Bilanz (10:10) und sicherte sich – wie im Vorjahr – den 3. Tabellenplatz.
Als fünfte Mannschaft trat die neugegründete Damenmannschaft im Ligabetrieb an. Insgesamt 12 Spielerinnen unter der Führung von Marc Droste nahmen am Spielbetrieb der fünfer Tackle-Liga NRW in Turnierform teil. Von den Turnieren konnte keines gewonnen werden und am Ende musste die Mannschaft aufgrund von Spielerinnenmangel wieder vom Spielbetrieb abgemeldet werden.

### 2013
Abgänge gab es bei der Herrenmannschaft. Steven Müller kehrte nicht zurück und widmete sich seiner Leichtathletikkarriere. Aus der eigenen Jugend rückten Quarterback Viktor Löwen und Offensive-Liner Waldemar Pfaffenrot zur Mannschaft. Eine gute Zusammenarbeit entwickelte sich weiterhin mit den Paderborn UNIcorns. Auch in diesem Jahr stoßen weitere Spieler aus den Reihen der UNIcorns zu den Paderborn Dolphins.
Headcoach wurde Dick Bergstrom, der wieder an die Pader zurückkehrte. Als weitere Coaches standen Matthias Gehrke, Jan Rieke, Daniel Greitens, Thomas Petersen, Christopher Stoll und Max Filusch an der Seitenlinie. Der sportliche Erfolg blieb allerdings aus. Gerade die Spiele gegen den Amboss aus Remscheid und den zweitligaerfahrenen Club Essen Assindia Cardinals wiesen die Paderborner in die Schranken. Als vierter der Liga beendete man die Saison.
Die U14 gab 18 Spielern an die U 16, so dass am Anfang ein überschaubarer Kader von 13 Spielern übrig blieb. Durch die Zusammenarbeit des Headcoaches Frank Eckert mit verschiedenen Schulen gelang es schnell den Kader wieder aufzustocken. Auch die Meisterschaft der U14 wurde an die Pader geholt.
Die U16 konnte nach einer spannenden Saison am letzten Spieltag die Meisterschaft sichern. Durch Umstrukturierungen im Ligabetrieb war es das letzte Jahr für die U14 und U16. Diese sollten ab 2014 als U15 und U17 auf dem Platz stehen.

### Aufstieg in die GFL2
In der Saison 2014 gewann die Herrenmannschaft der Dolphins alle zehn Spiele und qualifizierte sich so für die Aufstiegsrunde, wo sie auf die Osnabrück Tigers und die Potsdam Royals trafen.  Nach einem Unentschieden gegen die Tigers und einem Sieg gegen die Royals stiegen die Dolphins in die GFL2 auf.  Nach einem dritten und einem zweiten Platz in den Jahren 2015 und 2016 landeten die Dolphins 2017 in der unteren Tabellenhälfte und mussten sich dann in der Saison 2018 mit einem siebten Platz wieder aus der GFL2 verabschieden.